# Port lotniczy Chabarowsk
Port lotniczy Chabarowsk (IATA: KHV, ICAO: UHHH) – międzynarodowy port lotniczy położony 10 km od centrum Chabarowska, w Kraju Chabarowskim, w Rosji. Port obsługują takie linie jak Asiana Airlines, S7 Airlines czy Aerofłot.

## Kierunki lotów i linie lotnicze
| Linia lotnicza          | Kierunek |
| ----------------------- | --- |
| Aerofłot                | 1. Bangkok-Suvarnabhumi 2. Pekin-Daxing 3. Moskwa-Szeremietiewo 4. Phuket Sezonowo: 1. Sankt Petersburg |
| Angara Airlines         | 1. Czyta 2. Irkuck |
| Aurora                  | 1. Pekin-Daxing 2. Błagowieszczeńsk 3. Harbin 4. Irkuck 5. Krasnojarsk 6. Magadan 7. Nieriungri 8. Nogliki 9. Nowosybirsk 10. Ocha 11. Pietropawłowsk Kamczacki 12. Szachtiorsk 13. Tynda 14. Władywostok 15. Jakuck 16. Jużnosachalińsk Sezonowo: 1. Kawalerowo |
| Azur Air                | Sezonowe czartery: 1. Phuket |
| Hainan Airlines         | 1. Harbin |
| IFly                    | Sezonowo: 1. Sankt Petersburg |
| Ikar                    | 1. Irkuck 2. Magadan 3. Moskwa-Szeremietiewo 4. Pietropawłowsk Kamczacki 5. Władywostok 6. Jużnosachalińsk |
| Khabarovsk Airlines     | 1. Nikołajewsk nad Amurem 2. Ochock Sezonowo: 1. Bogorodskoje |
| S7 Airlines             | 1. Nowosybirsk 2. Władywostok 3. Jużnosachalińsk |
| Ural Airlines           | 1. Bangkok-Suvarnabhumi 2. Changchun 3. Irkuck 4. Nowosybirsk 5. Jekaterynburg |
| Uzbekistan Airways      | 1. Taszkent |
| Vostok Aviation Company | 1. Munuk 2. Czumikan 3. Kherpuchi 4. Nelkan Sezonowo: 1. Bogorodskoje 2. Novokurovka 3. Pobeda |
| Yakutia Airlines        | 1. Anadyr 2. Błagowieszczeńsk 3. Mirny 4. Jakuck Sezonowo: 1. Cheongju 2. Magadan 3. Pietropawłowsk Kamczacki 4. Tokio-Narita 5. Ułan-Ude 6. Jużnosachalińsk |